# Браск
Браск (фр. и окс. Brasc) — коммуна во Франции, находится в регионе Окситания. Департамент — Аверон. Входит в состав кантона Сен-Сернен-сюр-Ранс. Округ коммуны — Мийо.
Код INSEE коммуны — 12035.
Коммуна расположена приблизительно в 550 км к югу от Парижа, в 100 км северо-восточнее Тулузы, в 45 км к югу от Родеза.

## Население
Население коммуны на 2008 год составляло 203 человека.
| 1962 | 1968 | 1975 | 1982 | 1990 | 1999 | 2008 |
| ---- | ---- | ---- | ---- | ---- | ---- | ---- |
| 190  | 309  | 271  | 244  | 190  | 174  | 203  |

## Экономика
В 2007 году среди 110 человек в трудоспособном возрасте (15—64 лет) 79 были экономически активными, 31 — неактивными (показатель активности — 71,8 %, в 1999 году было 67,6 %). Из 79 активных работали 74 человека (40 мужчин и 34 женщины), безработных было 5 (3 мужчин и 2 женщины). Среди 31 неактивных 6 человек были учениками или студентами, 18 — пенсионерами, 7 были неактивными по другим причинам.